# Antoine Christophe Saliceti

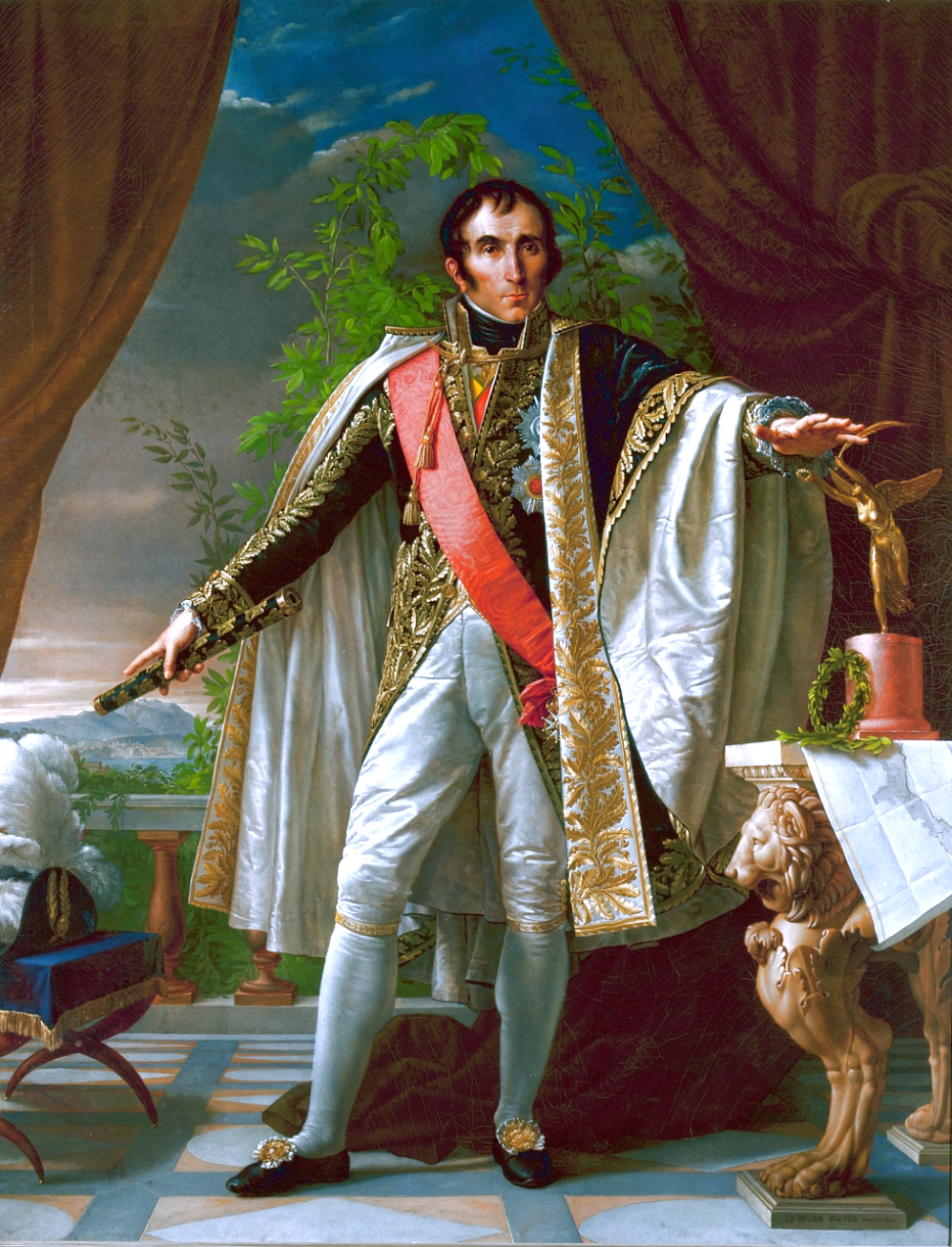
Retrato de Christophe Saliceti pintado por Jean-Baptiste Wicar (1808)

Antoine Christophe Saliceti (1757 - 1809) foi um político e diplomata francês no período da Revolução Francesa e do Primeiro Império Francês. Nascido na Córsega, teve papel importante no ínicio da trajetória política de Napoleão Bonaparte, ajundando o jovem Napoleão a criar conexões e alcançar cargos.

## Biografia
Nascido próximo ao final do período republicano da Córserca, posuía onze anos quando a ilha foi dominada pelos franceses. Depois de se formar em Direito na Toscana, exerceu a função de advogado na Bastia e acabou se elegendo como representando do Terceiro Estado na Assembleia dos Estados Gerais em 1789. Membro da Convenção (Revolução Francesa), aderiu à Montanha (Revolução Francesa) e votou pela execução do rei Luís XVI de França. Posteriormente, foi enviado à Córseca para vigiar Pasquale Paoli e instaurar o Terror (Revolução Francesa), no entanto por conta dos acontecimentos desviou seu caminho a fim de auxiliar na repressão das rebeldes Marselha e Toulon. Ocasião na qual conheceu Napoleao Bonaparte com o qual estabeleceria forte relação, auxiliando o então jovem militar dali em diante política e financeiramente.
Por sua proximidade com Maximilien de Robespierre, foi denunciado por membros da Reação termidoriana, mas acabou sendo anistiado pelo Diretório (Revolução Francesa). Seguiu a serviço do governo francês organizando o Exército Revolucionário Francês no front italiano, os dois departamentos corsos e operando como diplomata em negociações com os Estados Papais acerca do armistício de Bolonha.
Teve pequenos conflitos com Napoleão. Após a Batalha de Lodi e a conquista de Milão em 1796, denunciou Napoleão ao Diretório por estar realizando pagamentos e concedendo benesses diretamente aos soldados e oficiais. Ainda assim, mantiveram relações amigáveis.
Colocou-se contra o Golpe de 18 de Brumário, mas após seu sucesso foi representante de Napoleão em Luca e na Ligúria, trabalhando em prol da anexação do território ao Império Francês. Em 1806, acompanhou José Bonaparte em sua ida a Nápoles, sendo seu ministro. Em Nápoles morreu em circunstâncias não muito bem explicadas - há historiadores que cogitam envenenamento.
1. 1 2 3 4  Chisholm, Hugh, ed. (1911). "Saliceti, Antoine Christophe". Encyclopædia Britannica. Vol. 24 (11th ed.). Cambridge University Press. p. 68.
2. ↑  Lee, Henry (1837). The Life of Napoleon Bonaparte: Down to the Peace of Tolentino and the Close of His First Campaign in Italy
3. ↑  The Age of Napolean Podcast - Episode 28: The liberation of Lombardy